# Ophiacantha parcita
Ophiacantha parcita is een slangster uit de familie Ophiacanthidae.
De wetenschappelijke naam van de soort werd in 1906 gepubliceerd door René Koehler.